# Karl Camphausen

Karl Camphausen

Karl Camphausen  (* 12. Dezember 1896 in Mülheim an der Ruhr; † 11. August 1962 in Schötmar) war ein deutscher Politiker (NSDAP).
Camphausen erlernte nach dem Besuch der Volksschule und Oberrealschule den Beruf eines Kaufmanns. Er nahm am Ersten Weltkrieg teil und gehörte nach Kriegsende einem Freikorps an. Aus der Armee wurde er als Leutnant der Reserve entlassen.
Er trat zum 1. Juni 1930 der NSDAP bei (Mitgliedsnummer 257.207). Von August bis Oktober 1932 war er Ortsgruppenleiter der NSDAP-Ortsgruppe Mülheim, danach Kreisleiter im Kreis Mülheim, ab 1. April 1935 hauptamtlich. In dieser Funktion kandidierte er auf dem Wahlvorschlag der NSDAP auf dem Listenplatz Nr. 158 bei der Reichstagswahl 1936. Camphausem wurde jedoch nicht in den nationalsozialistischen Reichstag gewählt.
Weiter war Camphausen 1933–1942 Ratsherr der Stadt Mülheim an der Ruhr, 1933 Mitglied des Rheinischen Provinziallandtags und vom 20. Januar 1938 bis 1945 Mitglied des Reichstages.
Camphausen war verheiratet und hatte fünf Kinder. Bis zu seinem Kirchenaustritt 1936 war er evangelisch.